# 在インド外国公館の一覧

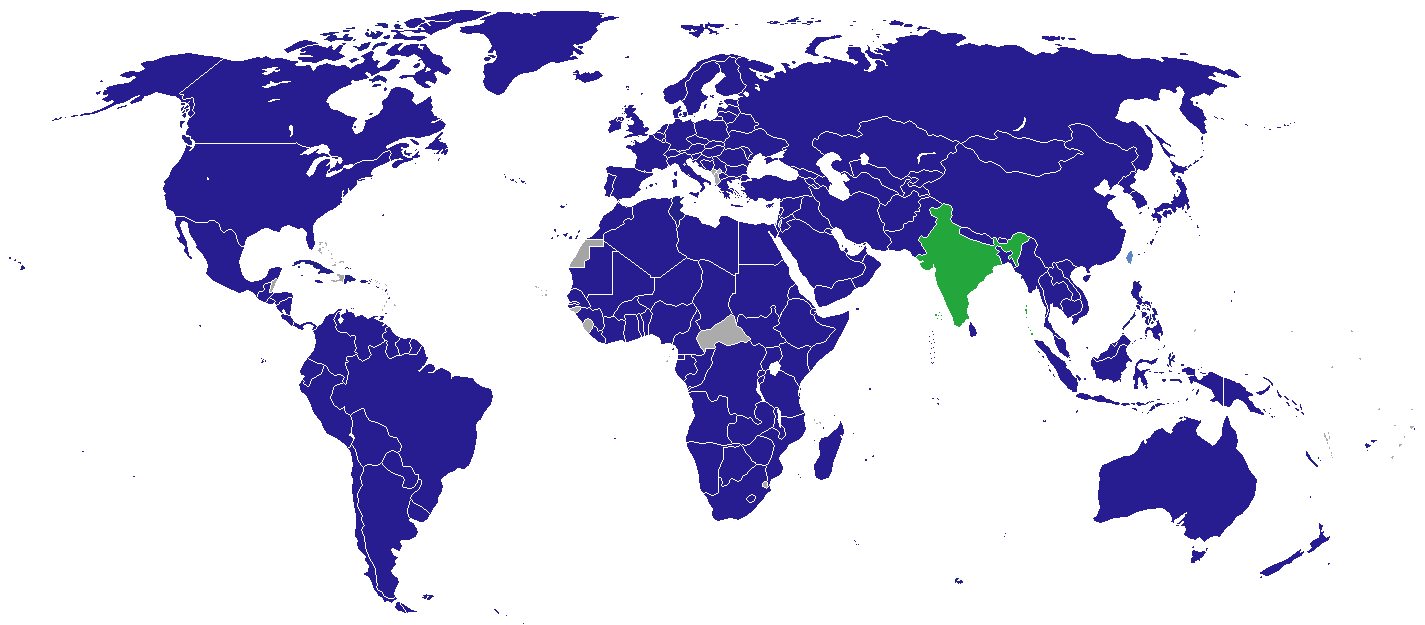
在インド大使館のある国

在インド外国公館の一覧は、インドにある外国公館の一覧である。首都ニューデリーには151の国と地域が大使館・高等弁務官事務所を置き、18の国際機関もまた事務所を設置している。また、多くの国が近隣のネパール、バングラデシュ、スリランカ、ブータン、モルディブなどの大使館を兼務させている。

## 大使館・高等弁務官事務所

### ニューデリー
- アフガニスタン
- アルジェリア
- アンゴラ
- アルゼンチン
- アルメニア
- オーストラリア
- オーストリア
- アゼルバイジャン
- バーレーン
- バングラデシュ
- ベラルーシ
- ベルギー
- ブータン
- ボリビア
- ボスニア・ヘルツェゴビナ
- ボツワナ
- ブラジル
- ブルネイ
- ブルガリア
- ブルキナファソ
- ブルンジ
- カンボジア
- カナダ
- チャド
- チリ
- 中国
- コロンビア
- コンゴ共和国
- コンゴ民主共和国
- コスタリカ
- クロアチア
- キューバ
- キプロス
- チェコ
- デンマーク
- ジブチ
- ドミニカ共和国
- エクアドル
- エジプト
- エルサルバドル
- 赤道ギニア
- エリトリア
- エストニア
- エチオピア
- フィジー
- フィンランド
- フランス
- ガボン
- ガンビア
- ジョージア
- ドイツ
- ガーナ
- ギリシャ
- グアテマラ
- ギニア
- ガイアナ
- バチカン
- ハンガリー
- アイスランド
- インドネシア
- イラン
- イラク
- アイルランド
- イスラエル
- イタリア
- コートジボワール
- ジャマイカ
- 日本（大使館）
- ヨルダン
- カザフスタン
- ケニア
- クウェート
- キルギス
- ラオス
- ラトビア
- レバノン
- レソト
- リビア
- リトアニア
- ルクセンブルク
- マダガスカル
- マラウイ
- マレーシア
- モルディブ（高等弁務官事務所）
- マリ
- マルタ
- モーリシャス
- メキシコ
- モンゴル
- モロッコ
- モザンビーク
- ミャンマー
- ナミビア
- ネパール
- オランダ[1]
- ニュージーランド
- ニジェール
- ナイジェリア
- 北朝鮮
- 北マケドニア
- ノルウェー
- オマーン
- パキスタン
- パレスチナ
- パナマ
- パプアニューギニア
- パラグアイ
- ペルー
- フィリピン
- ポーランド[2]
- ポルトガル
- カタール
- ルーマニア
- ロシア
- ルワンダ
- サウジアラビア
- セネガル
- セルビア
- セーシェル
- シンガポール
- スロバキア
- スロベニア
- ソマリア
- 南アフリカ共和国
- 韓国
- 南スーダン
- スペイン
- スリランカ
- スーダン
- スリナム
- スウェーデン
- スイス
- シリア
- タジキスタン
- タンザニア
- タイ
- トーゴ
- トリニダード・トバゴ（高等弁務官事務所）
- チュニジア
- トルコ
- トルクメニスタン
- ウガンダ
- ウクライナ
- アラブ首長国連邦
- イギリス
- アメリカ合衆国
- ウルグアイ
- ウズベキスタン
- ベネズエラ
- ベトナム
- イエメン
- ザンビア
- ジンバブエ

### 駐インド大使館・高等弁務官事務所がない国

#### 在アラブ首長国連邦大使館が管轄
- アルバニア
- カメルーン
- エスワティニ
- リベリア
- モンテネグロ
- シエラレオネ

#### 在中華人民共和国大使館が兼轄
- バハマ
- バルバドス
- カーボベルデ
- グレナダ
- サントメ・プリンシペ

#### 在インドネシア大使館が管轄
- ソロモン諸島
- 東ティモール

#### 在クウェート大使館が管轄
- 中央アフリカ
- ホンジュラス

#### 在イラン大使館が管轄
- ギニアビサウ

#### 在オマーン大使館が管轄
- モーリタニア

#### 在パナマ大使館が管轄
- ニカラグア

#### 在メキシコ大使館が管轄
- ベリーズ

#### 在ルーマニア大使館が管轄
- モルドバ

## 代表部
- 欧州連合（ヨーロッパ委員会代表）
- 西サハラ（代表部）
- 台湾（台北代表部）
- UNHCR（代表部）

## 総領事館・領事館

### ムンバイ
- アルバニア
- アフガニスタン
- アルゼンチン
- オーストラリア
- バーレーン
- バングラデシュ
- ベルギー
- ブラジル
- カナダ
- 中国
- ジブチ
- エジプト
- エチオピア[3]
- フィンランド[4]
- フランス
- ドイツ
- ハンガリー
- インドネシア
- イラン
- アイルランド[5]
- イスラエル
- イタリア[6]
- 日本
- クウェート
- マレーシア
- モーリシャス
- メキシコ[7]
- オランダ[1]
- ニュージーランド
- ノルウェー
- オマーン
- パナマ
- ポーランド[2]
- カタール
- ロシア
- サウジアラビア
- シンガポール
- 南アフリカ共和国
- 大韓民国
- スペイン
- スリランカ
- スイス
- スウェーデン
- タイ
- トルコ
- アラブ首長国連邦
- イギリス
- アメリカ合衆国
- ベトナム
- イエメン

### コルカタ
- オーストラリア
- バングラデシュ[8]
- ブラジル
- ブータン
- カナダ
- 中国
- フランス
- イギリス
- ドイツ
- イタリア[9]
- 日本
- ミャンマー[10]
- ネパール[11]
- ロシア
- スリランカ
- タイ
- アメリカ合衆国

### チェンナイ
- オーストラリア
- バングラデシュ[12]
- ドイツ
- フランス
- 日本
- マレーシア
- ロシア
- シンガポール
- 韓国
- スリランカ
- 台湾[13]
- タイ
- イギリス
- アメリカ合衆国

### ベンガルール
- カナダ
- フランス
- ドイツ
- イスラエル
- 日本（総領事館）
- オランダ[1]
- スイス
- イギリス

### ハイデラバード
- アフガニスタン
- イラン
- トルコ
- イギリス
- アメリカ合衆国

### グワーハーティー
- バングラデシュ[14]
- ブータン

### ティルヴァナンタプラム
- モルディブ
- アラブ首長国連邦

### アガルタラ
- バングラデシュ[15]

### アーメダバード
- イギリス

### チャンディーガル
- カナダ

### パナジ
- ポルトガル

### ポンディシェリ
- フランス